# Anúria
L'anúria és l'absència de secreció urinària, que a la pràctica es defineix com el pas de menys de 100 mil·lilitres d'orina en un dia. L'anúria sovint és causada per una fallada en la funció dels ronyons. També pot ocórrer a causa d'alguna obstrucció greu com càlculs renals o tumors. Pot ocórrer amb una malaltia renal en fase final. Es tracta d'una reducció més extrema que l'oligúria (hiporèsi), sent 100 ml/dia el punt de tall convencional (encara que lleugerament arbitrari) entre els dos.